# Septor
Septor es una distribución de Linux que proporciona a los usuarios un entorno informático preconfigurado para navegar por Internet de forma anónima. Está basada en Debian y utiliza Privoxy junto con la red de anonimato Tor, la distribución utiliza KDE Plasma como entorno de escritorio por defecto y también incluye el navegador Tor, OnionShare para compartir archivos anónimamente y Ricochet para la mensajería instantánea anónima. Para equipos antiguos también permite la instalación del escritorio ligero LXQt.
Su país de origen y sede actual es Serbia.

## Algunas de las aplicaciones incluidas en Septor
- Vlc. Reproductor multimedia.
- LibreOffice. Software de ofimática.
- GDebi. Gestor de paquetes deb.
- Tor. Navegador web enfocado en la privacidad.
- Synaptic. Centro de software, gestor de paquetes.
- CUPS. Gestor de impresoras.
- Skanlite. Gestor de scanner.
- GIMP. Editor de imagen.
- Dolphin. Gestor de archivos.
- Firefox. Navegador web.
- K3b. Grabador de ISO.
- Konsole. Terminal.
- QPdfview. Lector de pdf.